# Monzuno
Monzuno (emilián nyelven Munżón) település Olaszországban, Emilia-Romagna régióban, Bologna megyében. Lakosainak száma 6398 fő (2023. január 1.). Monzuno Grizzana Morandi, Marzabotto, Pianoro, San Benedetto Val di Sambro, Loiano, Monghidoro és Sasso Marconi községekkel határos.

## Népesség
A település lakossága az elmúlt években az alábbi módon változott:
| Lakosok száma | 6312 | 6375 | 6398 |
|               | 2017 | 2018 | 2023 |